# إلين ألبرتيني دو
إلين ألبرتيني دو (بالإنجليزية: Ellen Albertini Dow)‏ هي مصممة رقص وممثلة أمريكية، ولدت في 16 نوفمبر 1913 في الولايات المتحدة، وتوفيت في 4 مايو 2015 بلوس أنجلوس في الولايات المتحدة بسبب ذات الرئة. بدأت مشوارها المهني سنة 1985.

## أعمال

### أفلام
- (1998) 54[5]
- (2000) رحلة الطريق[6]
- (2005) متطفلي العرس[7]

### مسلسلات
- أميريكان داد!
- اسمي إيرل
- الفتاة الجديدة
- المربية
- كولد كيس
- هانا مونتانا

## وصلات خارجية
- إلين ألبرتيني دو على موقع IMDb (الإنجليزية)
- إلين ألبرتيني دو على موقع ألو سيني (الفرنسية)
- إلين ألبرتيني دو على موقع ميوزك برينز (الإنجليزية)
- إلين ألبرتيني دو على موقع أول موفي (الإنجليزية)
- إلين ألبرتيني دو على موقع قاعدة بيانات برودواي على الإنترنت (الإنجليزية)
- إلين ألبرتيني دو على موقع قاعدة بيانات برودواي على الإنترنت (الإنجليزية)
- إلين ألبرتيني دو على موقع قاعدة بيانات الأفلام السويدية (السويدية)
- إلين ألبرتيني دو على موقع إن إن دي بي (الإنجليزية)
- إلين ألبرتيني دو على موقع ديسكوغز (الإنجليزية)
- إلين ألبرتيني دو على موقع قاعدة بيانات الفيلم (الإنجليزية)